# Wilfred von Oven
Wilfred von Oven, född 4 maj 1912 i La Paz, död 13 juni 2008 i Buenos Aires, var en tysk journalist, publicist och ämbetsman. Mellan 1943 och 1945 var han pressadjutant åt Joseph Goebbels, chef för Reichsministerium für Volksaufklärung und Propaganda (Propagandaministeriet).

## Biografi
Efter att förgäves ha försökt försörja sig som skriftställare av dikter och noveller blev von Oven redaktör på Scherl-Verlag, som bland annat utgav de illustrerade veckotidningarna Die Woche och Die Gartenlaube. År 1936 utexaminerades von Oven från Rikspresskolan och blev som medlem i Legion Condor krigskorrespondent för Scherl-Verlag i spanska inbördeskriget.
| Joseph Goebbels. |  | Otto Ernst Remer. |
| Joseph Goebbels. |  | Otto Ernst Remer. |

### Andra världskriget
Den 1 september 1939 anföll Tyskland sin östra granne Polen och andra världskriget bröt ut. Under Polenfälttåget tillhörde von Oven ett propagandakompani och deltog i en massaker. I maj 1943 anställdes von Oven som pressadjutant åt Joseph Goebbels, chef för Reichsministerium für Volksaufklärung und Propaganda (Propagandaministeriet).
Den 20 juli 1944 förövade höga officerare ett attentat mot Adolf Hitler i Wolfsschanze. Ovetande om att Hitler hade överlevt spärrade kuppmännen drygt tre timmar senare av Propagandaministeriet och förbjöd bland andra Goebbels att lämna byggnaden. von Oven fick då i uppdrag av Goebbels att upprätta telefonkontakt med Hitler och underrätta denne om läget i Berlin. Befälhavaren för Wachbataillon Großdeutschland Otto Ernst Remer anlände till ministeriet för att gripa Goebbels, men denne kunde för Remer — genom den upprättade telefonförbindelsen med Hitler — bevisa att Führern hade överlevt. Remer fick därefter av Hitler order att gripa de sammansvurna.
von Oven var verksam på Propagandaministeriet fram till den 22 april 1945. Goebbels flyttade då in i Führerbunkern och skickade iväg von Oven till OKH i Rendsburg, varefter denne tillsammans med Eberhard Taubert tog sig till Hamburg.

### Efter andra världskriget
Efter krigsslutet arbetade von Oven under falskt namn som tolk och maskinskrivare åt den brittiska militäradministrationen i Tyskland. År 1951 for han till Argentina, varifrån han rapporterade åt Der Spiegel och Frankfurter Allgemeine Zeitung. Senare skrev han för den tyskspråkiga argentinska tidningen Freie Presse samt utgav i egen regi La Plata Ruf.
Under efterkrigstiden publicerade von Oven en rad böcker. I merparten av dem tecknar von Oven sin bild av Tredje riket och andra världskriget. I sitt författarskap tenderar han att glorifiera nazitiden. I en intervju 1990 bad den brittiske historikern Laurence Rees von Oven att med ett ord sammanfatta sina erfarenheter av Nazityskland. von Oven svarade: "paradisisk". Forskarna Kurt Hirsch och Hans Sarkowicz kritiserade 1989 von Ovens författarskap och menade att han medvetet förvrängt historiska fakta.
von Oven verkade även som översättare av verk av antropologen Jacques de Mahieu och historikern och förintelseförnekaren David Hoggan samt Léon Degrelle. von Oven höll nära kontakt med nynazistiska grupperingar i Västtyskland men även internationellt.
I juni 2013 rapporterade Der Spiegel att von Oven från 1950 hade arbetat för Organisation Gehlen och från 1956 till 1966 varit uppgiftslämnare åt Bundesnachrichtendienst (BND).